# 今野浩一郎
今野 浩一郎（いまの こういちろう、1946年11月18日 - ）は、日本の経済学者である。専門は人事管理。学習院大学名誉教授。

## 略歴
東京都出身。1971年東京工業大学理工学部経営工学科卒業、1973年東京工業大学大学院理工学研究科修士課程修了。同年より神奈川大学工学部工業経営学科助手、1980年に東京学芸大学教育学部講師、1982年より助教授。1992年より学習院大学経済学部教授。2017年定年退職、学習院大学名誉教授。2018年障害者雇用水増し問題検証委員会委員。

## 著書
- 『正社員消滅時代の人事改革』日本経済新聞社、2012年
- 『マネジメント・テキスト─人事管理入門（第2版）』日本経済新聞社、2009年
- 『人事マネジメント』ミネルヴァ書房、2009年
- 『東京に働く人々』法政大学出版局、2005年
- 『個と組織の成果主義』中央経済社、2003年
- 『中国企業の経営と雇用管理』日本労働研究機構、1999年
- 『勝ちぬく賃金改革』日本経済新聞社、1998年
- 『人事管理入門』日本経済新聞社、1996年
- 『資格の経済学』中央公論社、1995年